# Білоус Віталій Григорович
Білоус Віталій Григорович (нар. 07.05.1990 р.) - Майстер спорту України міжнародного класу з гирьового спорту

## Виступи на міжнародних змаганнях[2][3][4]

### Чемпіонати світу з гирьового спорту
| Дата та місце проведення                          | Вагова категорія, кг | Вікова група, вага гирь | Місце | Вправа                | Результат                   | Відеотрансляція                                             |
| ------------------------------------------------- | -------------------- | ----------------------- | ----- | --------------------- | --------------------------- | ----------------------------------------------------------- |
| 2024, Корфу, Греція, 10 - 13 жовтня               | 78                   | Дорослі, 32             | 3     | Поштовх довгим циклом | 75                          |                                                             |
| 2023, Резекне, Латвія, 07-10 грудня               | 78                   | Дорослі, 32 кг          | 3     | Ривок                 | 111                         | IUKL WORLD CHAMPIONSHIP 2023 KETTLEBELL SPORT DAY 1 PART II |
| 2023, Резекне, Латвія, 07-10 грудня               | 78                   | Дорослі, 32 кг          | 1     | Поштовх довгим циклом | 71                          | IUKL WORLD CHAMPIONSHIP 2023 KETTLEBELL SPORT DAY 2         |
| 2021 Будапешт, Угорщина, 21 - 25 жовтня           | 78                   | Дорослі, 32 кг          | 3     | Поштовх довгим циклом | 75                          |                                                             |
| 2019, Novi Sad, Serbia, 6-11 листопада            | 78                   | Дорослі, 32 кг          | 3     | Поштовх довгим циклом | 69                          |                                                             |
| 2016, Актобе, Казахстан, 26-30 жовтня             | 73                   | Дорослі, 32 кг          | 2     | Двоборство            | 178,5                       |                                                             |
| 2012, Ванцагелло-Мілан, Італія, 08 - 12 листопада | 75                   | Юніори, 32              | 1     | Двоборство            | 208 (поштовх 72+ ривок 136) |                                                             |
| 2012, Ванцагелло-Мілан, Італія, 08 - 12 листопада | 75                   | Дорослі, 32 кг          | 3     | Двоборство            | 208 (поштовх 72+ ривок 136) |                                                             |
| 2012, Ванцагелло-Мілан, Італія, 08 - 12 листопада | 75                   | Дорослі, 32 кг          | 3     | Ривок                 | 136                         |                                                             |

| Вага гирі, кг                            | Вагова категорія | Вікова група | Місце і результат | Місце і результат | Місце і результат | Місце і результат | Місце і результат |
| Вага гирі, кг                            | Вагова категорія | Вікова група | Поштовх           | Ривок             | Довгий цикл       |                   | Триборство        |
| ---------------------------------------- | ---------------- | ------------ | ----------------- | ----------------- | ----------------- | ----------------- | ----------------- |
| 21 April - 23 April 2023 Nafplio, Greece |                  |              |                   |                   |                   |                   |                   |
| 32                                       | 78               | Дорослі      |                   |                   | 75                |                   |                   |
| 11-15 May 2017 Daugavpils, Latvia        |                  |              |                   |                   |                   |                   |                   |
| 32                                       | 73               | Дорослі      | 98                | 166               |                   | 181               |                   |

## Виступи підопічних на міжнародних змаганнях[3]
|         | Прізвище та ім'я | Вага гирі, кг | Вагова категорія | Рік народження | Вікова група | Місце і результат | Місце і результат | Місце і результат | Місце і результат |
| Поштовх | Прізвище та ім'я | Вага гирі, кг | Вагова категорія | Рік народження | Вікова група | Ривок             | Довгий цикл       | Триборство        |                   |
| ------- | ---------------- | ------------- | ---------------- | -------------- | ------------ | ----------------- | ----------------- | ----------------- | ----------------- |
| 1       | Шугалей Олексій  | 16            | 68               | 2009           | U-16         | 153               | 222               | 118               | 882               |

## Галерея

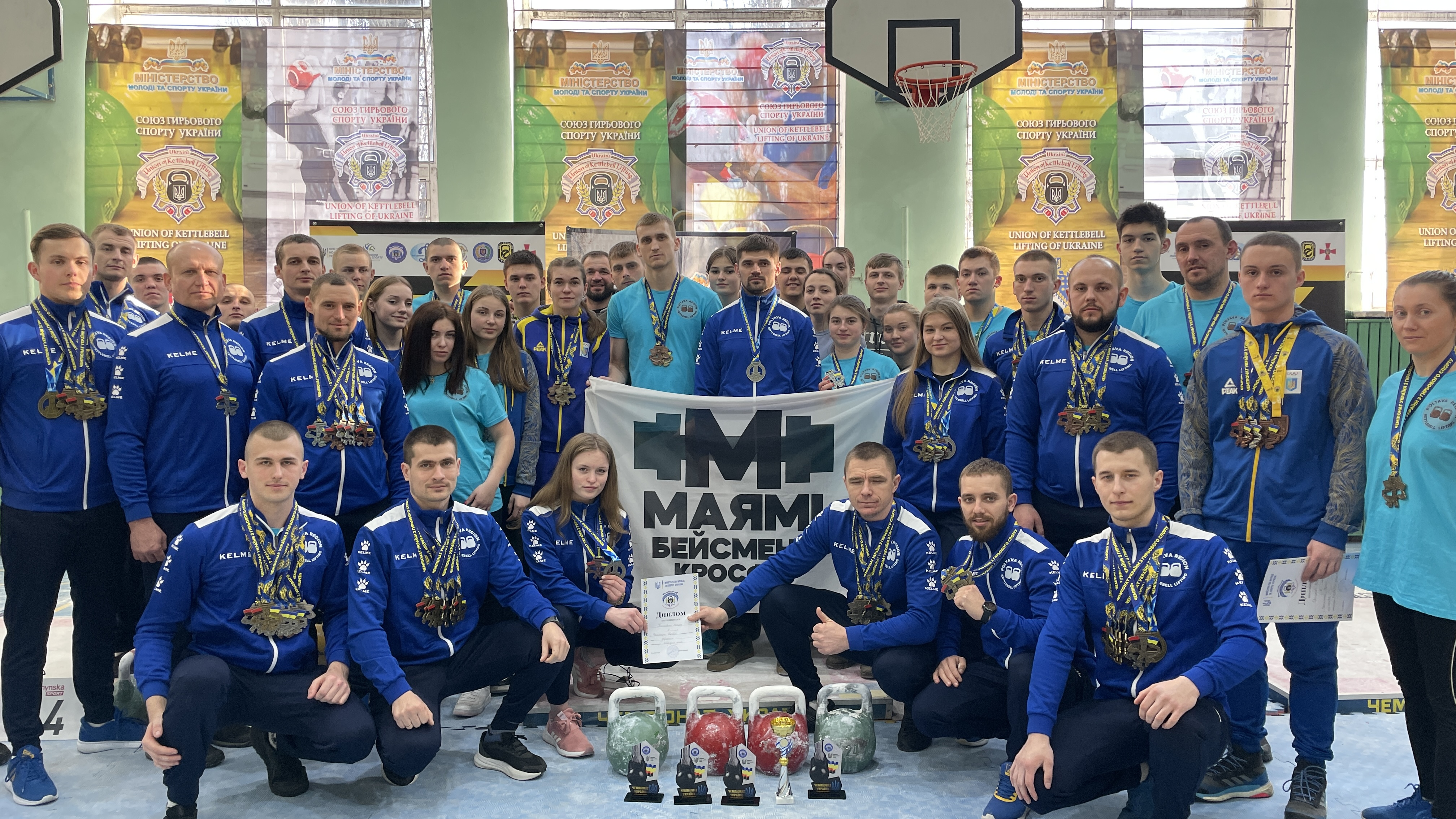
Збірна Полтавщини з гирьового спорту. Чемпіонат України 06-10.03.2024, НУБіП Київ
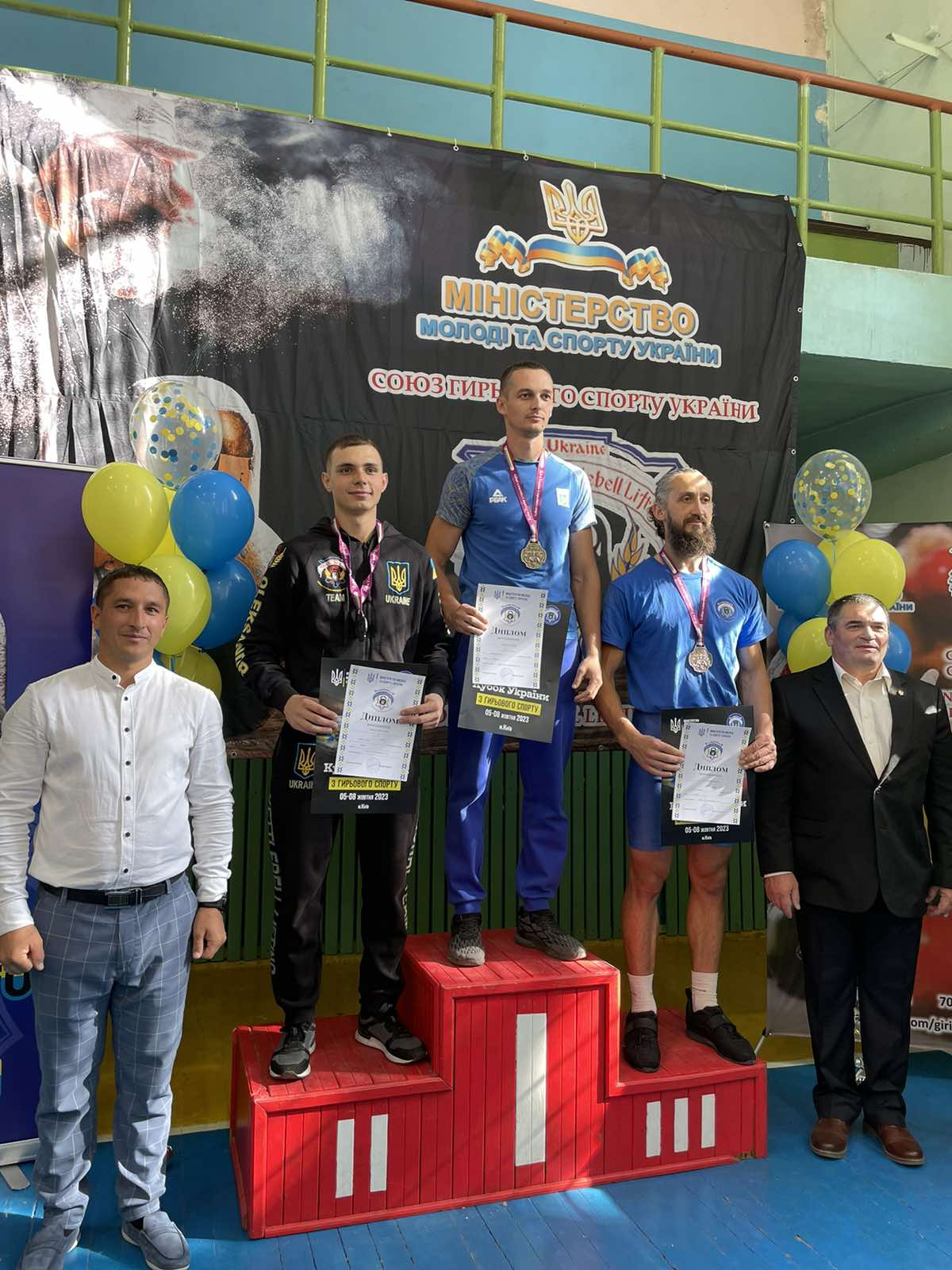
Кубок України 05-08.10.2023

## Статті на сайтах ЗМІ, установ та організацій
02.09.2013 Полтавщина Спорт: Атлети Полтавщини завоювали 16 медалей чемпіонату країни!
02.03.2015 Полтавщина Спорт: Олег Коломієць установив новий рекорд України!
11.04.2015 Полтавщина Спорт: Цей день в історії спорту Полтавщини
жовтень 2016 Спортивний комітет України: УКРАЇНСЬКІ ГИРЬОВИКИ – В ТРІЙЦІ КРАЩИХ НА ЧС-2016 [Архівовано 28 вересня 2021 у Wayback Machine.]
29.10.2016 Полтава365: Полтавець виграв чемпіонат світу з гирьового спорту! [Архівовано 28 вересня 2021 у Wayback Machine.]
18.12.2017 Полтавщина Спорт: Гирьовики з Полтавщини вибороли п’ятнадцять нагород на Всеукраїнському турнірі ім. І. Кожедуба
01.02.2018 Полтавщина Спорт: Полтавські гирьовики завоювали вісім медалей на турнірі в Харкові
09.04.2019 Полтавщина Спорт: Полтавські гирьовики завоювали п’ять медалей на всеукраїнській Динаміаді
22.04.2019 Полтавщина Спорт: Полтавські гирьовики завоювали 31 медаль на Чемпіонаті України з гирьового спорту
12.11.2019 Міністерство молоді та спорту України: Українські гирьовики - другі на чемпіонаті світу серед дорослих та юніорів
05.03.2023 PTV: Спортсмени з Полтавської області вибороли золоті та бронзові медалі на чемпіонаті України з гирьового спорту
24.04.2023 PTV: Полтавські спортсмени здобули 33 нагороди на Чемпіонаті Європи з гирьового спорту
26.04.2023 Полтавщина Спорт: Полтавські гирьовики здобули 33 медалі на Чемпіонаті Європи
12.12.2023 PTV: Спортсмени з Полтавщини завоювали 36 нагород на Чемпіонаті світу з гирьового спорту
13.12.2023 Полтавщина Спорт: Гирьовики з Полтавщини здобули 36 золотих медалей на Чемпіонаті Світу
22.12.2023 PTV: У Полтаві провели чемпіонат з гирьового спорту серед працівників спеціальних служб